# Pessegueiro (île)
Pour les articles homonymes, voir Pessegueiro.
L'île de Pessegueiro (île du pêcher ou du pêcheur) est une petite île de la côte ouest du Portugal, située au large de Porto Covo et faisant partie de la municipalité de Sines. L'île est intégrée au parc naturel du Sud-Ouest Alentejano et Costa Vicentina.

## Géographie
La formation de l'île de Pessegueiro remonte vraisemblablement à la dernière époque glaciaire (Würm) au moment où le niveau des eaux baissa d'environ 120 mètres par rapport au niveau actuel. L'île, d'une longueur de 340 mètres et d'une largeur de 235 mètres, est située à 250 mètres de la côte. Son sol est composé de schistes recouvert de sable.

## Histoire
L'histoire de l'île date de l'occupation carthaginoise d'avant la deuxième guerre punique (218-202 av. J.-C.). Au moment de la conquête romaine de la péninsule Ibérique, l'île accueille une usine de salaison de poisson comme en témoigne la découverte récente de vestige de réservoirs de sel.
À l'époque de l'Union ibérique, pour contribuer à la défense et à la surveillance de la zone contre les bandes pirates, une barrière rocheuse artificielle est édifiée reliant l'île à la côte. Dans le même temps commence en 1588, la construction du Fort de Santo Alberto par l'architecte Filipe Terzi remplacé en 1590 par l'ingénieur militaire napolitain, Massai Alexander. Occupant une situation dominante sur l'île, le fort a été conçu pour apporter un soutien militaire au Fort de Nossa Senhora da Queimada. Les travaux de construction ont été interrompus en 1598 pour permettre à Massai de construire le Fort de Vila Nova de Milfontes.

## La légende de Notre-Dame de Queimada
Au milieu du XVIIIe siècle des pirates venant d'Afrique du nord, débarquent sur l'île et trouvent une petite chapelle dédiée à la Vierge Marie que défend un ermite. Après s'être débarrassé de l'ermite, ils pillent la chapelle, l’incendie et jettent une statue de la vierge Marie dans les flammes. Un peu plus tard, les villageois de Porto Corvo se rendent sur l'île pour enterrer l'ermite et retrouvent la statue parmi les cendres miraculeusement épargnée des flammes. Ils décidèrent alors de reconstruire une nouvelle chapelle qu'ils nomment « Nossa Senhora queimada » (Notre Dame brulée) pour accueillir la statue.